# Monstrum žije!
Monstrum žije! je koncertní DVD a CD kapely Dymytry. Záznam byl natočen na turné 15 let pod maskou na koncertě Monstrum 23. března 2018, v pražské Malé sportovní hale. Album bylo vydáno v prosinci 2018 jako součást stejnojmenné knihy , která podrobně popisuje parametry pódia a přidává mnoho fotografií z koncertu a komentářů členů kapely. Zvukový záznam na CD neobsahuje všechny skladby z koncertu. Na DVD chybí pouze skladba „Žít svůj sen“ (pravděpodobně kvůli autorským právům na hudbu, která vlastní zpěvačka Adele).

## Seznam skladeb

### DVD 1 (Monstrum - 1. část)
| Pořadí | Název                                                    | Původní album   | Délka |
| ------ | -------------------------------------------------------- | --------------- | ----- |
| 1.     | Ne nikdy!                                                | Z pekla         |       |
| 2.     | Věrni zůstaneme                                          | Agronaut        |       |
| 3.     | Pod vodou                                                | Sedmero krkavců |       |
| 4.     | Z pekla                                                  | Z pekla         |       |
| 5.     | S nadějí                                                 |                 |       |
| 6.     | Jsem nadšenej                                            | Neonarcis       |       |
| 7.     | Gorgy - kytarové sólo                                    |                 |       |
| 8.     | Captain Heroin                                           | Psy-core        |       |
| 9.     | Hrad z písku                                             | Agronaut        |       |
| 10.    | Benzín                                                   | Neser           |       |
| 11.    | R2R - sólo na baskytaru                                  |                 |       |
| 12.    | Harpyje                                                  | Neonarcis       |       |
| 13.    | Videodokument 15 let pod maskou (uvádí Alexander Hemala) |                 |       |

### DVD 2 (Monstrum - 2. část)
| Pořadí | Název                        | Původní album   | Délka |
| ------ | ---------------------------- | --------------- | ----- |
| 1.     | Sedmero krkavců              | Sedmero krkavců |       |
| 2.     | Ztracená generace            | Homodlak        |       |
| 3.     | Lunapark (feat. Jiří Urban)  | Neonarcis       |       |
| 4.     | Miloš Meier - bubenické sólo |                 |       |
| 5.     | Média                        | Neonarcis       |       |
| 6.     | Barikády                     | Sedmero krkavců |       |
| 7.     | Dej Bůh štěstí               | Agronaut        |       |
| 8.     | Ocelová parta                | Neonarcis       |       |
| 9.     | Strážná věž                  | Neser           |       |

### CD
| Pořadí         | Název             | Původní album   | Délka   |
| -------------- | ----------------- | --------------- | ------- |
| 1.             | Ne nikdy!         | Z pekla         | 4:41    |
| 2.             | Věrni zůstaneme   | Agronaut        | 4:08    |
| 3.             | Pod vodou         | Sedmero krkavců | 4:25    |
| 4.             | Z pekla           | Z pekla         | 6:23    |
| 5.             | S nadějí          |                 | 4:39    |
| 6.             | Jsem nadšenej'    | Neonarcis       | 4:48    |
| 7.             | Benzín            | Neser           | 3:56    |
| 8.             | Harpyje           | Neonarcis       | 4:36    |
| 9.             | Sedmero krkavců   | Sedmero krkavců | 6:22    |
| 10.            | Ztracená generace | Homodlak        | 4:36    |
| 11.            | Lunapark          | Neonarcis       | 4:51    |
| 12.            | Média             | Neonarcis       | 3:55    |
| 13.            | Barikády          | Sedmero krkavců | 4:03    |
| 14.            | Dej Bůh štěstí    | Agronaut        | 5:52    |
| 15.            | Ocelová parta     | Neonarcis       | 6:15    |
| 16.            | Strážná věž       | Neser           | 3:22    |
| Celková délka: | Celková délka:    | Celková délka:  | 1:17:01 |

## Sestava
- Jan „Protheus“ Macků (zpěv)
- Jiří „Dymo“ Urban (kytara)
- Jan „Gorgy“ Görgel (kytara)
- Artur „R2R“ Michajlov (basová kytara)
- Miloš „Mildor“ Meier (bicí)